# هونج وي
هونج وي (بالصينية: 洪炜) هو لاعب كرة الريشة صيني، ولد في 4 أكتوبر 1989 في شيامن في الصين.

## وصلات خارجية
- هونج وي على موقع BWF.tournamentsoftware.com (الإنجليزية)
- هونج وي على موقع BWFbadminton.com (الإنجليزية)
- هونج وي على موقع اللجنة الأولمبية الدولية (الإنجليزية)
- هونج وي على موقع أوليمبيديا (الإنجليزية)
- هونج وي على موقع اللجنة الأولمبية الصينية (الإنجليزية)